# An Thịnh, Văn Yên
An Thịnh là một xã thuộc huyện Văn Yên, tỉnh Yên Bái, Việt Nam.

## Địa lý
Xã An Thịnh nằm ở phía đông huyện Lục Yên, có vị trí địa lý:
- Phía đông giáp thị trấn Mậu A và xã Yên Hợp
- Phía tây giáp xã Đại Sơn và xã Tân Hợp
- Phía nam giáp các xã Đại Phác, Đại Sơn, Yên Phú, Yên Hợp
- Phía bắc giáp xã Mậu Đông và xã Tân Hợp.

Xã An Thịnh có diện tích 26,61 km², dân số năm 2021 là 9.920 người, mật độ dân số đạt 372 người/km².

## Hành chính
Xã An Thịnh được chia thành 11 thôn: An Hòa, An Phú, Cổng Trào, Đại An, Đồng Tâm, Làng Cau, Làng Chẹo, Làng Lớn, Khe Cỏ, Tân Thịnh, Yên Thịnh.

## Lịch sử
Ngày 16 tháng 2 năm 1967, Bộ trưởng Bộ Nội vụ ban hành Quyết định số 52-NV về việc thành lập xã An Thịnh trên cơ sở các hợp tác xã: Chè Vè, Đại Thịnh, Đại An của xã Đại Phác.
Ngày 8 tháng 1 năm 2024, UBND tỉnh Yên Bái ban hành Quyết định số 28/QĐ-UBND về việc công nhận xã An Thịnh là đô thị loại V trực thuộc huyện Văn Yên.